# Mathieu Brialmont

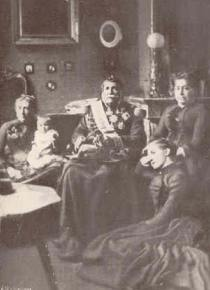
Mathieu Brialmont op 95-jarige leeftijd in 1884, omringd met zijn dochter, kleindochter, achterkleindochter en betachterkleindochter.

Mathieu Laurent Joseph Brialmont (Seraing, 17 februari 1789 - Antwerpen, 15 april 1885) was een Belgisch militair en minister.

## Biografie
Mathieu Brialmont nam in 1812 onder Napoleon als sergeant-majoor deel aan de Russische Veldtocht. In 1815 was hij onderluitenant in de Slag bij Waterloo. Nadat de Belgische Revolutie begon in 1830 behaalde hij in het Belgische leger de graad van commandant in de infanterie. In 1831 werd hij bevorderd tot luitenant-kolonel.
Van 1830 tot 1836 was hij stadscommandant van Venlo, in de periode dat de stad tot België behoorde (1830-1839). Hij was medeoprichter en voorzitter van de Venlose vrijmetselaarsloge La Simplicité. Hij was een uitgesproken liberaal en antiklerikaal.
In 1836 verliet Brialmont Venlo. Vervolgens werd hij benoemd tot commandant van Antwerpen, een mandaat dat hij tot in 1842 behield. Van 1842 tot 1845 was hij commandant van de provincie Brabant en daarnaast was hij van 1842 tot aan zijn dood in 1885 vleugeladjudant van koning Leopold I en koning Leopold II. Een bevordering tot luitenant-generaal vond plaats in 1849.
Hij was van 12 augustus 1850 tot 13 juni 1851 minister van Oorlog.

### Familie
Mathieu Brialmont was een zoon van een gelijknamige Mathieu Brialmont en Anne-Marie Petitjean. Hij trouwde in 1820 in Venlo met Anne-Marie Verwins (1794-1876), dochter van Jacobus (Jacques) Verwins uit Venlo en diens tweede vrouw, Elisabeth Gubbels. Ze kregen twee zonen en twee dochters, waarvan drie de volwassen leeftijd bereikten:
- Henri Alexis Brialmont (1821-1903), militair, volksvertegenwoordiger en vestingbouwkundige, ontwierp de plannen voor de forten rond Antwerpen en Luik, trouwde in 1859 met Justa de Potter (1834-1875), dochter van Louis de Potter, journalist, speelde een prominente rol in de Belgische Revolutie en lid van het Voorlopig Bewind. Het huwelijk bleef kinderloos.
- Élisabeth Brialmont (1822-1894), trouwde in 1842 in Antwerpen met jhr. Florent Mols, kunstschilder. Ze kregen twee zoons en twee dochters, waaronder Léonie Mols en Robert Mols, met afstammelingen tot heden. Ze waren de schoonouders van Jacques Osterrieth.
- Mélanie Brialmont (1834-1877), trouwde in 1857 in Antwerpen met baron Alexandre Nicaise (1827-1902), generaal. Ze kregen een zoon, met afstammelingen tot heden.